# Le Ly Hayslip
Le Ly Hayslip (née Phùng Thị Lệ Lý le 19 décembre 1949 à Ky La) est une écrivaine américano-viêtnamienne.
Ses mémoires intitulés When Heaven and Earth Changed Places: A Vietnamese Woman's Journey from War to Peace (Doubleday, 1989) ont inspiré le film Entre ciel et terre.